# Balbisia aphanifolia
Balbisia aphanifolia är en tvåhjärtbladig växtart som först beskrevs av Gris., och fick sitt nu gällande namn av A.T. Hunziker och Arizaespinar. Balbisia aphanifolia ingår i släktet Balbisia och familjen Vivianiaceae. Inga underarter finns listade i Catalogue of Life.